# Antimargarita maoria
Antimargarita maoria är en snäckart som beskrevs av Dell 1995. Antimargarita maoria ingår i släktet Antimargarita och familjen pärlemorsnäckor. Inga underarter finns listade i Catalogue of Life.